# Stanisław Smoleński
Stanisław Smoleński (* 17. Mai 1915 in Wien, Österreich-Ungarn; † 8. August 2006) war ein polnischer Geistlicher.
Smoleński wurde am 24. Oktober 1937 von Erzbischof Adam Stefan Sapieha für das Erzbistum Krakau geweiht.
Papst Paul VI. ernannte ihn am 14. Januar 1970 zum Weihbischof in Krakau und Titularbischof von Alava. Am 5. April 1970 weihte Karol Wojtyła, Erzbischof von Krakau und späterer Papst, ihn zum Bischof. Mitkonsekratoren waren Stefan Bareła, Bischof von Częstochowa, und Bronisław Dąbrowski, Weihbischof in Warschau.